# Religión en Singapur
La religión en Singapur se caracteriza por una diversidad de credos que coexisten pacíficamente en un crisol de culturas, en un Estado laico y multiconfesional que garantiza la libertad de culto a nivel constitucional. La diversidad étnica del país ha propiciado una amplia variedad de creencias y prácticas religiosas. Análisis internacionales han definido a Singapur como el país con la mayor diversidad religiosa del mundo.La mayoría del país profesa el budismo en sus diferentes escuelas, seguido por el cristianismo en todas sus confesiones y el islam. El taoísmo y el hinduismo son dos religiones minoritarias importantes en número de creyentes residentes en el país insular del Sudeste Asiático.
De acuerdo al Pew Research Center, Singapur goza de una alta tolerancia religiosa. Para que esa situación se mantenga, en materia de políticas públicas, el gobierno tiende a intervenir y a censurar las acciones de proselitismo religioso que puedan afectar la armonía social y cultural del país, permitiendo que cada individuo tenga sus propios credos y no sea forzado a creer o no creer.Por lo tanto, insultar las creencias religiosas de cualquier ciudadano en Singapur es tipificado como delito y se arriesgan sanciones económicas y penas de cárcel por ello. La normativa que rige esto es a través de la Ley de Mantenimiento de la Armonía Religiosa de 1990, revisada en 2020.

## Historia

### Budismo

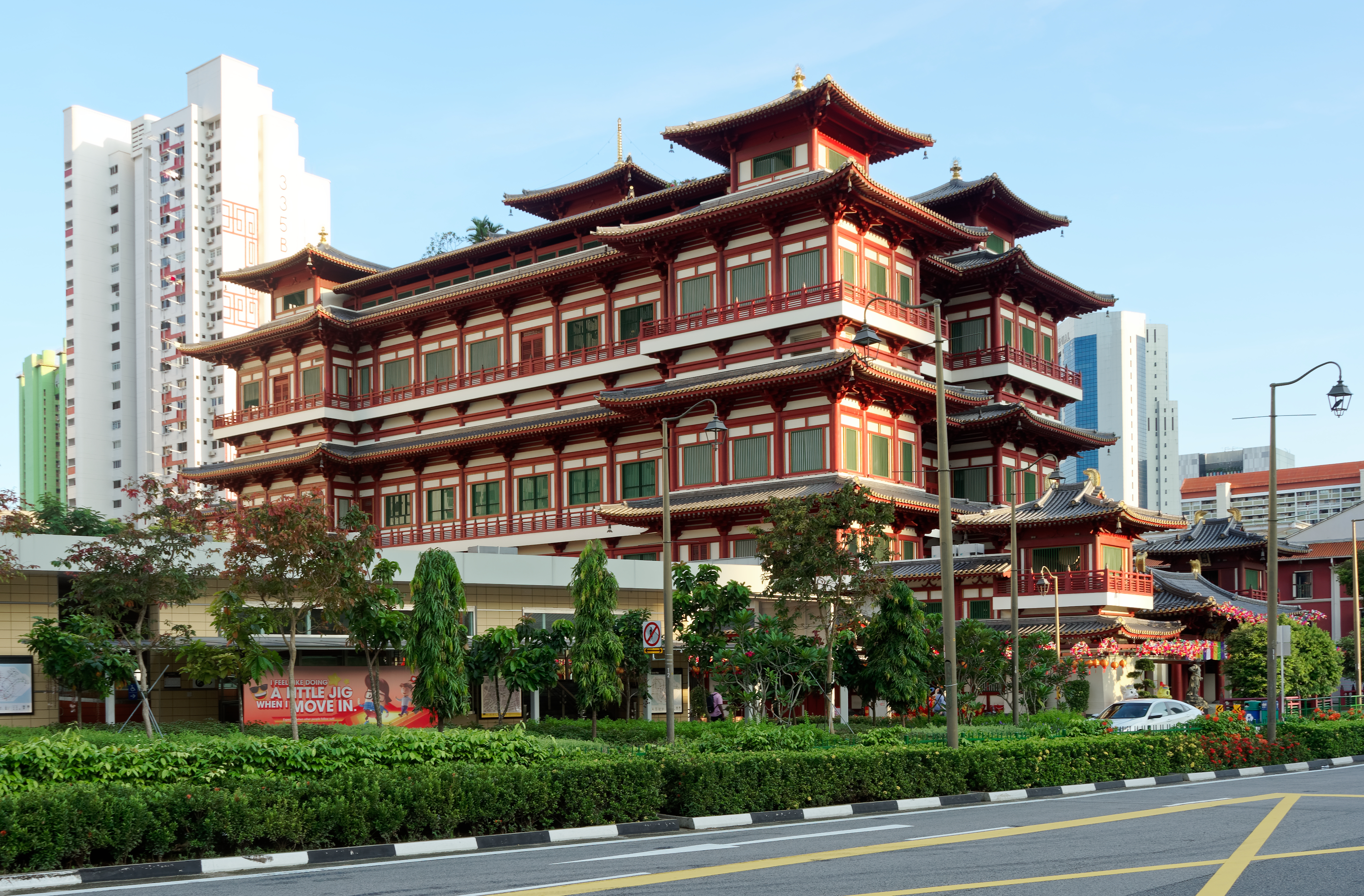
Templo de la Reliquia del Diente de Buda de Singapur

De acuerdo al censo de 2020, el 31,1% de los habitantes de Singapur declaró profesar el budismo como religión, lo que se traduce en más de un millón de personas. La mayoría de los budistas de nacionalidad singapurense proviene de las etnias chinas. El budismo fue llevado a la isla de Pulau Ujong por distintos linajes étnicos y nacionales asiáticos, particularmente por inmigrantes y marineros provenientes de la actual China, Malasia y Japón.

### Cristianismo
El cristianismo es profesado por un 18,9% de la población singapurense (censo de 2020), siendo la segunda religión mayoritaria, contando a todas las confesiones cristianas en su conjunto. Los primeros cristianos en establecerse en la isla fueron misioneros anglicanos, quienes llegaron en 1819 por órdenes del fundador de Singapur, el británico Thomas Stamford Raffles. Los anglicanos fundaron su primera comunidad en el territorio singapurés en 1826. La presencia de la Iglesia católica en Singapur se remonta a 1821, año en que el fraile misionero Laurent Imbert, de la Sociedad de las Misiones Extranjeras de París, arribó a la isla en diciembre en una misión de reconocimiento. Durante su estadía, elaboró un informe dirigido a su superior, el Vicario Apostólico de Siam, en el que documentó la existencia de una pequeña comunidad católica en la isla que carecía de un sacerdote.

### Islam
Los musulmanes en Singapur representan el 15,6% de la población total del país. La mayoría practica el sunismo y pertenecen a las escuelas de pensamiento islámico Shafi'i y Hanafí.  En Singapur se fundó la primera asociación femenina de musulmanas en 1956: la Asociación de Mujeres Jóvenes Musulmanas de Singapur.

### Hinduismo

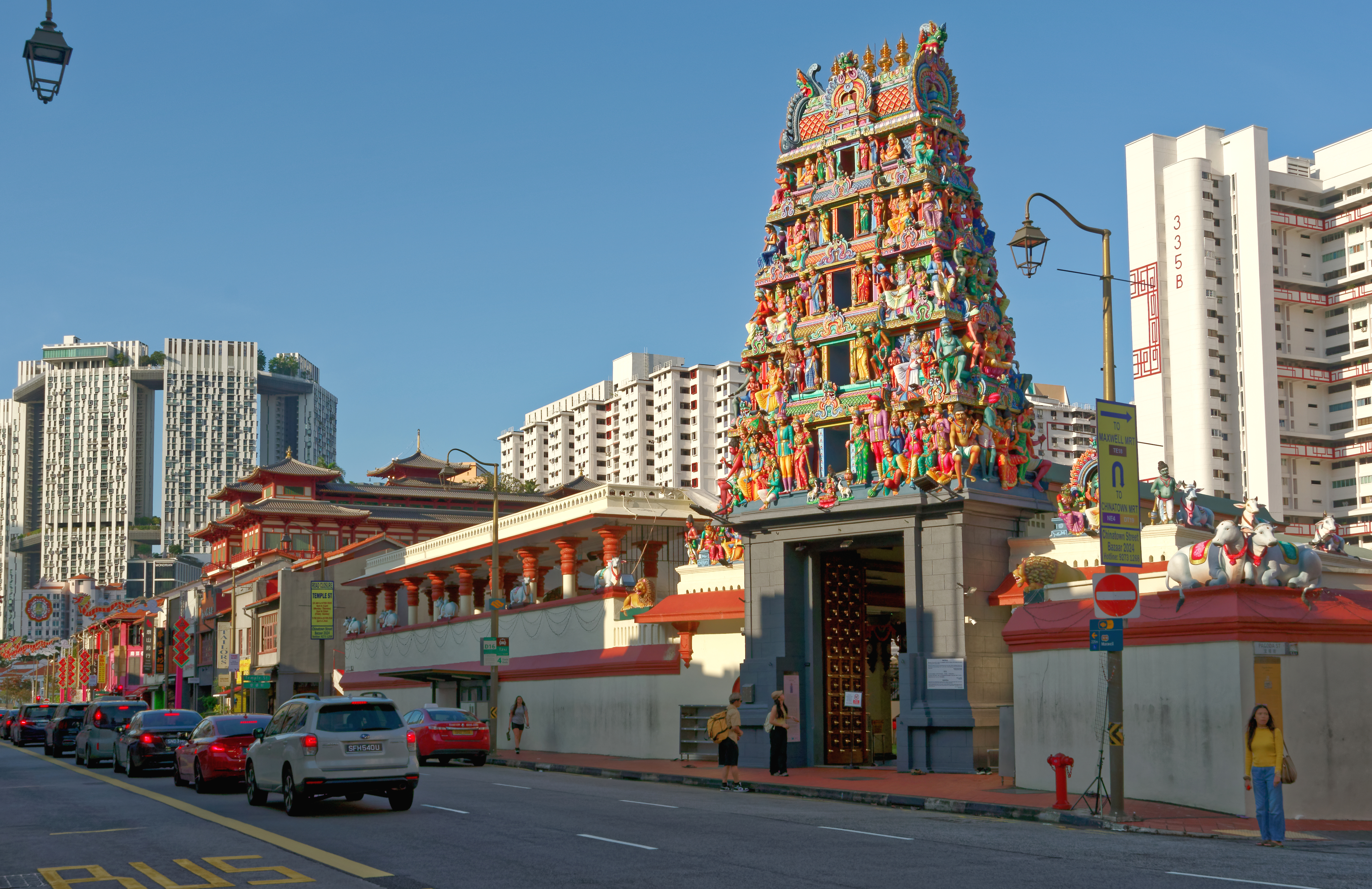
Mandir Sri Mariamman

El hinduismo es profesado por alrededor del 5% de los que habitan Singapur. La mayoría de ellos pertenecen a etnias provenientes de la India. La isla concentra una gran cantidad de templos hinduistas que son visitados con frecuencia por los turistas, particularmente en la celebración de festividades religiosas y festivales.

## Interreligiosidad
En 1949, un grupo de líderes religiosos singapurenses fundó la Organización Interreligiosa de Singapur, a fin de propiciar el diálogo interreligioso a nivel nacional, la cual incluye a diez religiones reconocidas por el Estado singapurés: budismo, cristianismo, islam, taoísmo, hinduismo, judaísmo, jainismo, zoroastrismo, sijismo y bahaísmo.